# Сиґізмунд Закліка Чижовський
Сиґізмунд Закліка Чижовський (бл. 1530 — 1585) — державний діяч, урядник Речі Посполитої.

## Життєпис
Походив з польського шляхетського роду Заклік, гілки Чижовських гербу Топор. Син Станіслава Закліки Чижовського, каштеляна люблінського, та Дороти Міховської. Навчався в Німеччині, Італії та Франції. Після повернення перебрався до Угорщини, де поступив на службу до Яноша II Жигмонда Запольї.
На початку 1560-х років повернувся до Польщі, де увійшов до почту Сигізмунда II августа, ставши королевським секретарем. 1566 року після смерті батька розділив з братами Міколаєм, Єронімом та Станіславом родинні володіння, отримавши маєток Здзечовіце в Люблінському воєводстві. Згодом отримав містечко Заклік, де 1576 року створив власну резиденцію.
У 1573 році на виборах короля Речі Посполитої підтримав кандидатуру Генріха Валуа. За це 1574 року отримав від останнього посаду каштеляна поланецького, ставши сенатором держави. Тому ж році після втечі короля до Франції спочатку підтримував кандидатуру імператора Максиміліана II Габсбурга. 1575 році проголосував за його обрання королем Речі Посполитої.
Але вже у 1576 році перейшов на бік Стефана Баторія, який того ж року призначив Чижовського каштеляном Белза. Помер на посаді у 1585 році.

## Родина
Дружина — Анна, донька Станіслава Пржедбора Конецпольського, каштеляна серадзького
Діти:
- Ян (помер дитиною)
- Анна (померла дитиною)